# Municipio de Rushcreek
El municipio de Rushcreek (en inglés: Rushcreek Township) es un municipio ubicado en el condado de Logan en el estado estadounidense de Ohio. En el año 2010 tenía una población de 2221 habitantes y una densidad poblacional de 17,48 personas por km².

## Geografía
El municipio de Rushcreek se encuentra ubicado en las coordenadas 40°27′35″N 83°39′56″O / 40.45972, -83.66556. Según la Oficina del Censo de los Estados Unidos, el municipio tiene una superficie total de 127.07 km², de la cual 126,94 km² corresponden a tierra firme y (0,1 %) 0,13 km² es agua.

## Demografía
Según el censo de 2010, había 2221 personas residiendo en el municipio de Rushcreek. La densidad de población era de 17,48 hab./km². De los 2221 habitantes, el municipio de Rushcreek estaba compuesto por el 97,79 % blancos, el 0,18 % eran afroamericanos, el 0,41 % eran amerindios, el 0,32 % eran asiáticos, el 0,18 % eran de otras razas y el 1,13 % eran de una mezcla de razas. Del total de la población el 0,54 % eran hispanos o latinos de cualquier raza.